# 天津南港工业区
天津南港工业区，即天津南港，位于天津市滨海新区渤海湾海岸线南部，天津南港与天津港互不隶属，但在功能上互补，是重工业、化工产业为主的开发区和港口的综合体，于2011年8月正式开港。天津南港是天津市的第二港口、天津“双城双港”布局的南港区、滨海新区的九大功能区和“十大战役”之一，也是国家循环经济示范区，南港工业区同天津经济技术开发区是“一个机构两块牌子”。

## 位置
天津南港工业区，距离天津市区45公里，距离天津滨海国际机场40公里，距离天津港25公里，距离北京市165公里。西起津歧公路，向东填海造陆至-4米等深线，北起独流减河并新建新的防波堤，南至子牙新河，总面积为200平方公里，其中陆地面积162平方公里，水域面积38平方公里。 

## 建设历程
天津南港工业区由南港工业区开发公司开发，被列为“十大战役”之一，建设总工期分为三期：
- 一期工程(2009～2013年)：完成160平方公里建港造陆、西侧港池和5万吨级码头建设，使岸线长度达到6公里。
- 二期工程(2014～2018年)：码头、航道达到10万吨级。
- 三期工程(2019～2023年)：码头、航道达到10万吨级以上，港口吞吐量达到两亿吨以上，同时兼顾独流减河北岸开发。

## 空间结构
天津南港工业区的空间结构包括“一区、一带、五园”三部分。
- “一区”指南港工业区重工业、化工产业基地，国家循环经济示范区；
- “一带”指在南港工业区西侧沿津岐路建设南港工业区和大港城区之间宽1公里的绿化隔离带；
- “五园”指南港工业区西部的石化产业园以及其中的公用工程园、北部的冶金装备制造园、南部的综合产业园以及东部的港口物流园。

## 工业项目
目前进驻南港工业区的重大工业项目有：中俄东方石化项目、蓝星化工材料项目等，但是南港工业区目前最大的问题是土地平整速度赶不上项目落地速度。